# Jiulong, Anhui
Jiulong (kinesiska: 九龙) är en köping i östra Kina. Den ligger i stadsdistriktet Yingzhou i staden Fuyang i provinsen Anhui, omkring 210 kilometer nordväst om provinshuvudstaden Hefei. Antalet invånare är 31642. Befolkningen består av 16 016 kvinnor och 15 626 män. Barn under 15 år utgör 20,0 %, vuxna 15-64 år 68 %, och äldre över 65 år 11,0 %.